# Gunnison (Colorado)
Gunnison és una població dels Estats Units a l'estat de Colorado. Segons el cens del 2000 tenia 5.409 habitants.

## Demografia
Segons el cens del 2000, Gunnison tenia 5.409 habitants, 2.083 habitatges, i 904 famílies. La densitat de població era de 650,6 habitants per km².
Dels 2.083 habitatges en un 21,1% hi vivien nens de menys de 18 anys, en un 32,3% hi vivien parelles casades, en un 7,6% dones solteres, i en un 56,6% no eren unitats familiars. En el 32,8% dels habitatges hi vivien persones soles el 6,9% de les quals corresponia a persones de 65 anys o més que vivien soles. El nombre mitjà de persones vivint en cada habitatge era de 2,17 i el nombre mitjà de persones que vivien en cada família era de 2,83.
Per edats la població es repartia de la següent manera: un 15,1% tenia menys de 18 anys, un 39% entre 18 i 24, un 24,9% entre 25 i 44, un 13,6% de 45 a 60 i un 7,5% 65 anys o més.
L'edat mediana era de 24 anys. Per cada 100 dones de 18 o més anys hi havia 122,4 homes.
La renda mediana per habitatge era de 25.768 $ i la renda mediana per família de 41.761 $. Els homes tenien una renda mediana de 27.016 $ mentre que les dones 21.194 $. La renda per capita de la població era de 15.196 $. Entorn del 10,1% de les famílies i el 24,7% de la població estaven per davall del llindar de pobresa.

## Poblacions més properes
El següent diagrama mostra les poblacions més properes.